# Onet.tv
Onet.tv to internetowa telewizja funkcjonująca w ramach serwisu Onet.pl, oferująca treści o profilu informacyjnym, edukacyjnym i rozrywkowym. W grudniu 2023 roku biblioteka Onet.tv obejmowała ponad 100 tysięcy materiałów wideo. Obecnie platforma rozwija się jako część oferty multimedialnej Onetu, dostarczając szeroki wachlarz treści wideo, w tym wiadomości, programy publicystyczne, lifestyle'owe oraz rozrywkowe.

## Telewizje na żywo
W serwisie można było oglądać, nadawane przez 24 godziny na dobę następujące kanały informacyjne:
- Euronews
- Al Jazeera English
- DW-TV – Deutsche Welle
- France 24
- RT

Kanały te dostępne były w angielskiej wersji językowej, z wyjątkiem DW-TV, której oferta programowa przewiduje nadawanie materiałów naprzemiennie w języku angielskim i niemieckim, stosując cogodzinną rotację.

## Oferta programowa platformy multimedialnej
Platforma Onet.tv skupia również wszystkie multimedia portalu: m.in. relacje, reportaże, wywiady, recenzje, komentarze, filmy, teledyski, programy autorskie. Wśród dostawców materiałów multimedialnych znajdują się między innymi:
Świat
- CNN
- Reuters
- Deutsche Welle
- Associated Press
- Da Vinci Learning
- TMT
- Fashion TV
- MEG
- Videofashion

Kraj
- TVN24
- nSport
- Religia.tv
- TVN24 BiS
- TVN Meteo
- TVN Style
- Radio Zet
- TVN
- TVN Turbo
- Discovery Historia

### Kanały tematyczne Onet.tv
- Na żywo
- Wiadomości
- Sport
- Religia
- Film
- Muzyka
- Podróże
- Styl Życia
- Rozrywka i Kultura
- Edukacja
- Gotowanie
- Gry
- Świat dziecka
- Moto
- Biznes
- Plejada Talentów

### Programy autorskie
- Ukryta kamera Onet.pl – dziennikarskie prowokacje poruszające ważne kwestie i problemy społeczne.
- Alter Ego. Paweł Kostrzewa poleca – program Pawła Kostrzewy, w którym prezentuje najciekawsze wieści ze świata muzyki, okraszone muzycznymi teledyskami.

Od startu platformy w lipcu 2007 roku, własne programy tematyczne prowadzili znani dziennikarze oraz specjaliści. Z czasem jednak zrezygnowano z produkcji.
- Grzegorz Miecugow – komentował wydarzenia ze świata polityki,
- Karolina Korwin Piotrowska – opowiadała o nowościach filmowych,
- Piotr Salak – o wydarzeniach sportowych mijającego tygodnia,
- Karolina Malinowska – o trendach w modzie [po Karolinie Malinowskiej program prowadziła Ola Chaberek],
- Ryszard Czajkowski – o pasjach podróżniczych i egzotycznych wyprawach,
- Tomek Lipiński – o muzycznych wydarzeniach, nowościach płytowych i koncertach.

### Programy na żywo w Onet.tv
- Teraz my! oraz Teraz My Dogrywka
- Rozmównica – transmisja od poniedziałku do piątku od 21:30 do 22:30.
- Cotygodnik – transmisja w każdą niedzielę od 14:00 do 14:40.
- Msza święta – transmisja w każdą niedzielę od 11:00 do 12:00.

## Redakcja
- Małgorzata Hubert
- Filip Michalak
- Maciej Jędrysiak
- Marcin Pajączek

## Reporterzy
- Agnieszka Wasylkiewicz
- Joanna Budzaj
- Aleksander Pawluczuk
- Marcin Wyrwał

## Byli reporterzy
- Tamara Owczarska – pracowała od początku powstania platformy, zajmując się programami tematycznymi (film /moda /muzyka)
- Piotr Zieliński – pracował od początku powstania platformy, zajmując się programami tematycznymi (polityka /sport /podróże)